# Achmad Nawir
Achmad Nawir (Indie orientali olandesi, 1º gennaio 1911 – aprile 1995) è stato un calciatore indonesiano, di ruolo centrocampista.

## Carriera
Fu il capitano della Nazionale delle Indie Orientali Olandesi ai Mondiali del 1938.
Nawir è stato l'unico giocatore ad indossare gli occhiali in una partita di Coppa del Mondo di calcio